# Карлос Бауте
Карлос Роберто Бауте Хименез (шп. Carlos Roberto Baute Jiménez; Каракас, 8. март 1974) је певач, композитор, глумац и телевизијски водитељ из Венецуеле. Његове песме су углавном у стилу латиноамеричког попа, балада и бачате.
Са 13 година постао је члан локалне групе Los Chamos која је чак издала и албум под називом Con un poco de Amor. Први соло албум издао је 1994. под називом Orígenes I а већ три године касније и Origenes II Tambores. Оба албума била су намењена искључиво домаћем тржишту. Након издавања трећег студијског албума Yo nací para querer.. 1999. године преселио се у Шпанију где је наставио музичку и телевизијску каријеру. Глумио је у неколико тв-серија и водио неке од значајнијих телевизијских манифестација у Шпанији, попут избора за Мис Шпаније итд.
Велики успех остварио је албумом De Mi Puño y Letra из 2008. који је садржавао 13 песама, укључујући и три сингла. Први сингл Colgando En Tus Manos који је отпевао заједно са шпанском певачицом Мартом Санчез постигао је огроман успех широм света. У Шпанији та песма је 27 недеља била на броју 1 док је у САД била на броју 4 највећих латино хитова. Уопште цео албум је остварио велики комерцијални успех, заузевши 11. место на билбордовој листи латино-поп албума. У Шпанији албум је заузео 2. место на топ-листама и стекао платинасти тираж.
Осми по реду студијски албум под називом Amarte Bien са 10 песама објављен је 2010. године и на њему се Бауте по први пут вратио фолклорним елементима Венецуеле који су били карактеристични за почетак његове каријере. Албум је у Шпанији заузео треће место на листи поп албума, а највећи појединачни успех остварила је песма Quién Te Quiere Como Yo.

## Дискографија
Студијски албуми
- 1999 Yo Nací Para Querer
- 2001 Dame De Eso
- 2004 Peligroso
- 2005 Baute
- 2009 De Mi Puño Y Letra
- 2011 Amarte Bien
- 2013 En el buzón de tu corazón
- 2016 Orígenes y tambores
- 2019 De amor y dolor

Компилација
- 2006 Grandes Éxitos

Живо издање
- 2009 Directo En Tus Manos

Специјалне едиције
- 2001 Dame De Eso
- 2005 Baute
- 2008 De Mi Puño Y Letra

Издања за Венецуелу са почетка каријере
- 1994 Orígenes
- 1997 Origenes II Tambores